# Elènia del Brasil
L'elènia del Brasil (Elaenia sordida) és un ocell de la família dels tirànids (Tyrannidae).

## Hàbitat i distribució
Habita els boscos del nord-est de l'Argentina, est de Paraguai i sud-est del Brasil.

## Taxonomia
Ha estat considerda una subespècie de l'elènia fosca (Elaenia obscura) però avui es considera una espècie de ple dret, arran els treballs de Minns 2017.